# Еврейские земледельческие колонии в Бессарабии

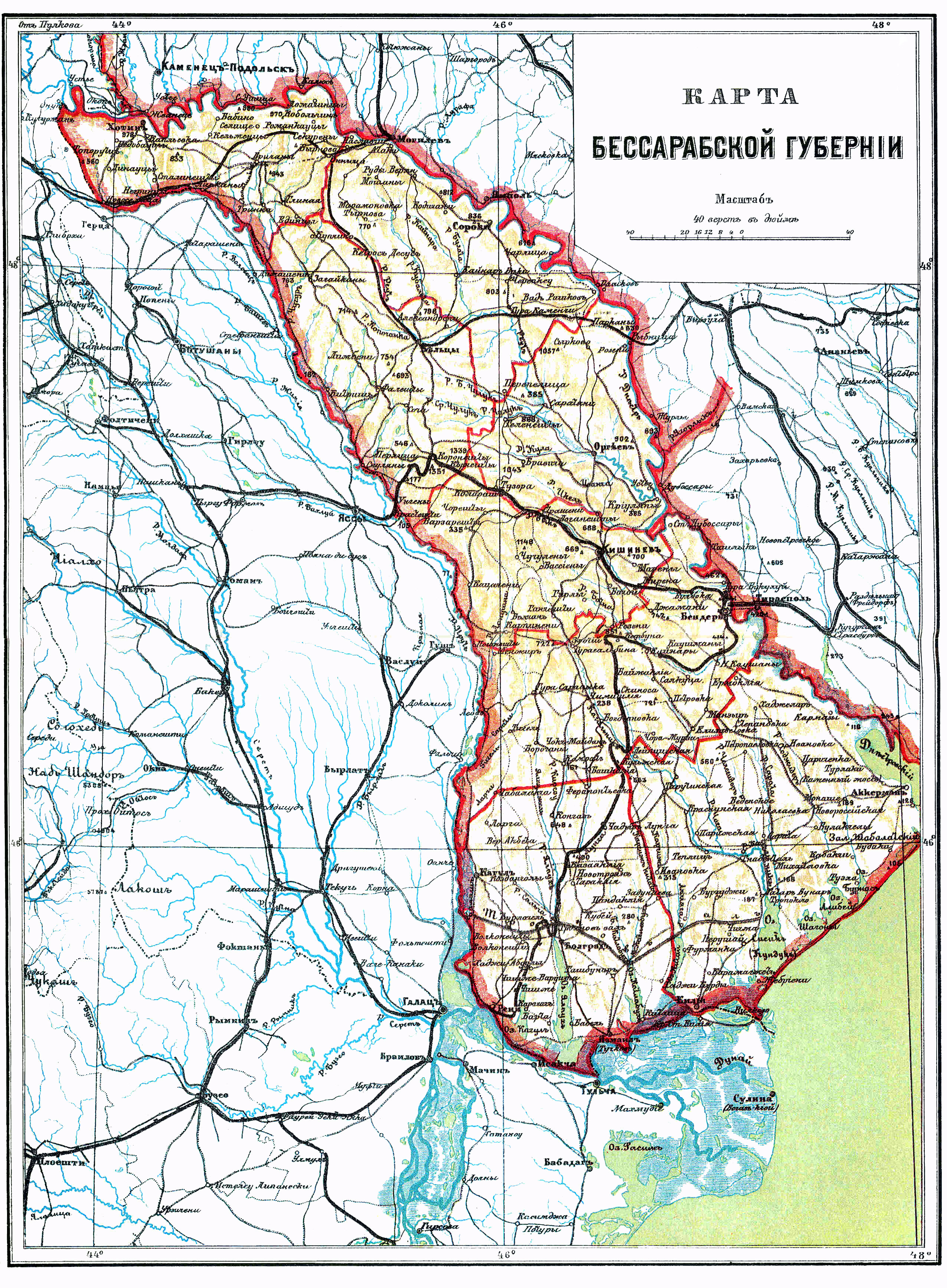
Карта Бессарабской губернии

Еврейские земледельческие колонии в Бессарабии — поселения (земледельческие колонии) евреев на территории Бессарабской губернии Российской империи.
На протяжении нескольких десятилетий XIX века с целью приобщения российских евреев к земледельческому труду и сельскохозяйственного освоения степных и новообретённых земель царское правительство дозволило создание еврейских земледельческих колоний в южных районах страны, и в первую очередь в присоединённом в результате недавних русско-турецких войн Бессарабском крае. К 1914 году в еврейских земледельческих колониях юга Российской империи проживало около 42 000 человек.

## История
Начало еврейской земледельческой колонизации в Бессарабской области а позднее губернии было положено указом императора Николая I «Положение о евреях» от 13 апреля 1835 года. Этот указ позволял евреям получать казённые земли в бессрочное пользование, приобретать и арендовать земельные участки в шести губерниях, а также предусматривал временные рекрутские и налогоплатёжные послабления для колонистов. Подавляющее большинство еврейских сельскохозяйственных колоний последующих лет было организовано в Бессарабской области, Екатеринославской и Херсонской губерниях. За короткий промежуток времени в России появилась новая прослойка евреев-земледельцев, которые к середине XIX столетия составляли уже 3 % от всего еврейского населения государства, а в Бессарабской области — около 16 %.
Так как, в отличие от Новороссии, казённых земель в Бессарабии практически не было, все новые колонии были частновладельческими: помещичьи земли выкупались или арендовались в складчину переселявшимися из соседней Подольской губернии еврейскими семьями. К началу колонизации в Бессарабской области было около 49 000 евреев (около 11 % от всего населения края) и ещё около 10 000 переселились из Подольской губернии в последующие несколько десятилетий. Всего в последующие два десятилетия (с 1836 года до 1853 года) было образовано 17 сельскохозяйственных колоний, преимущественно в северных районах края: 9 — в Сорокском уезде, три — в Оргеевском уезде, две — в Ясском (позднее Белецкий) уезде, по одной — в Бендерском, Кишинёвском и Хотинском уездах. Колонисты занимались выращиванием пшеницы, кукурузы, подсолнечника, сои, производством смушек, кошерного масла, но основной возделываемой культурой был табак — евреи составляли около 90 % занятых в табаководстве жителей края. Отдельные колонии специализировались на виноградарстве и виноделии, прежде всего Романовка и Вертюжаны; были созданы первые местные питомники филлоксеро-устойчивых американских лоз и завезены новые, подходящие для местного климата и почвы французские и немецкие сорта винограда.
Политика поощрения еврейского земледелия в России была свёрнута императором Александром II новым указом от 30 мая 1866 года, вновь наложившим запрет на приобретение евреями земельных участков. К этому времени (1873) в Бессарабском крае насчитывалось 1082 еврейских хозяйства (10589 душ). Ещё более усугубили положение земледельческих колоний «Временные правила» 1882 года, согласно которым по истечении первоначального арендного срока земельные участки колоний не могли быть ни куплены ни арендованы самими колонистами. Несмотря на запрет и активные меры по ограничению еврейского земледелия, около 20 % — 25 % жителей еврейских колоний продолжали заниматься сельскохозяйственной деятельностью (до 1918 года зачастую через фиктивных арендаторов, после 1918 года — легально), в первую очередь табаководством и виноделием, вплоть до присоединения Бессарабии к СССР; отдельные колонии (например Думбравены) оставались по преимуществу земледельческими. Многие по вынуждению переключились на сопряжённые занятия, как-то птицеводство и особенно производство чернослива, сбыт которого за границу уже к началу XX века приносил до двух миллионов рублей ежегодно. В ряде поселений на основе бывших колонистов после Великой Отечественной войны были организованы коллективные хозяйства (колхозы и совхозы).

## Колонии

### Сорокский уезд
- Бричево (теперь Бричева Дондюшанского района Молдавии) — основана в 1836 году 35 семействами на 289 десятинах земли (ещё 66 семейств были безземельны); в 1878 году — 36 хозяйств, всего в 1899 году — 301 семейство; в 1897 году — 1664 жителя, из которых 1598, или 96 %, были евреи; в 1930 году проживало 2431 евреев (88.9 % от всего населения).
- Вертюжаны (в 1918—1940 — Штяп, теперь Вертужены Флорештского района Молдавии) — основана в 1838 году 42 семействами на 390 десятинах земли в Воскоуцкой волости, в 1885 году — 36 семейств, в 1897 году — из общего числа в 1057 душ 1047, или 99 %, составляли евреи; в 1930 году проживало 1843 еврея (91 % от всего населения), четверть которых была занята в земледелии и виноградарстве.
- Думбравены (Домбровены, теперь в составе коммуны Вадены Сорокского района Молдавии) — первая и самая крупная в экономическом отношении сельскохозяйственная колония края. Основана в 1836 году 24 семействами на 1179 десятинах земли. В 1888 году — 63 семейства, в 1899 году — 37 семейств (1874 человека).
- Згурица (теперь Дрокиевского района Молдавии) — последняя еврейская колония в Бессарабии, основана в 1853 году на 400 десятинах земли, потеряла статус колонии в 1878 году после смены арендодателя, в 1899 году — 36 еврейских семейств (1802 человека, 85 % от всего населения); в 1930 году проживало 2541 евреев (83.9 % от всего населения).
- Капрешты (теперь Флорештского района Молдавии) — основана в 1851 году на 470 десятинах земли; в 1858 году — 33 семейства, в 1899 году — 135 семейств, из которых в сельском хозяйстве — 36 (211 душ); в 1930 году проживало 1815 евреев (90.8 % от всего населения).
- Константиновка (теперь Единецкого района Молдавии).
- Новая Марамоновка близ уже существовавшего на тот момент села Марамоновка[3] (теперь Дрокиевского района Молдавии).
- Маркулешты (Старовка, Кот-Маркулешты; теперь Флорештского района Молдавии) — основана в 1837 году на 504 десятинах земли; в 1897 году — 1339 жителей, из которых 1336, или 99,8 %, евреи; в 1930 году проживало 2337 евреев (87.4 % от всего населения).
- Люблин (Немеровка, теперь Немировка Сорокского района Молдавии) — основана в 1842 году на 528 десятинах земли; в 1856 году — 45 семейств, в 1866 году — 75 семейств.
- Новая Мерешовка (также Тумановка) — колония располагалась по левую сторону почтового тракта из Атак в Хотин неподалёку от села Гырбова. В 1859 году здесь насчитывалось 84 двора и 681 житель (346 мужчин, 335 женщин)[4]. Имелся один еврейский молитвенный дом. В справочнике «Волости и важнейшие селения Европейской России» за 1886 год упоминается Мерешевка-Тумановка — колония евреев в Атакской волости при урочище Гырбова. Имелось 59 дворов с 836 жителями, еврейский молитвенный дом, 4 постоялых двора[5]. В настоящее время населенный пункт не существует. Возможно, что колония располагалась на территории нынешнего города Фрунзе, который был основан в 1966 году.
- Новые Теленешты — колония располагалась у деревни Словянка при пруде Глодинор. В настоящее время населенный пункт не существует.[6]

### Оргеевский уезд
- Шибка (теперь Шипка Шолданештского района Молдавии).
- Николаевка-Благодать (теперь Николаевка Оргеевского района Молдавии).

### Кишинёвский уезд
- Гратиешты и Гульбоака (обе теперь в составе коммуны Гратиешть муниципия Кишинёв) — под общим управлением.

### Ясский (после 1887 года — Белецкий, Бельцкий) уезд
- Валя-луй-Влад (теперь село в составе коммуны Думбравица в Сынжерейском районе Молдавии) — основана в 1836 году 70 семействами на 346 десятинах земли; в 1839 году — 80 семейств, в 1886 году — 38 семейств.
- Александрены (теперь в составе коммуны Александрены в Сынжерейском районе Молдавии) — основана в 1837 году на 900 десятинах земли.

### Хотинский уезд
- Ломачинцы (теперь Сокирянского района Черновицкой области Украины).

### Бендерский уезд
- Романовка (впоследствии в составе села Бессарабка, теперь Басарабяска, райцентр Бессарабского района Молдавии) — основана в 1846 году, в 1859 году — 86 семейств; в 1897 году — 1625 жителей, из которых 1150, или 71 %, евреи; в 1930 году проживало 2026 евреев (около 65 % от всего населения), значительная часть которых была занята виноделием (в том числе производством кошерного вина).

Многие семьи в этом уезде занимались земледелием и вне еврейских колоний; так по данным за 1853 год в Каушанах и Чимишлии в земледелии были заняты 119 еврейских семейств (т. н. «государственные крестьяне»). Евреи-земледельцы составляли значительную часть населения сёл Новые Каушаны (сейчас часть города Кэушень) и Манзырь (сейчас село Лесное Тарутинского района Одесской области).  С 1918 года по 1940, то есть, при румынской власти, в Манзыре действовала еврейская земледельческая колония при содействии ОРТ — Общества ремесленного и земледельческого труда. До 1940 года в разных районах Бессарабии также действовали учебные земледельческие колонии при сионистских организациях Гордония и Брит Трумпельдор, где проходила практику еврейская молодёжь, готовившаяся к переселению в Палестину.